# Festuca prolifera
Festuca prolifera är en gräsart som först beskrevs av Charles Vancouver Piper, och fick sitt nu gällande namn av Merritt Lyndon Fernald. Festuca prolifera ingår i släktet svinglar, och familjen gräs. Inga underarter finns listade i Catalogue of Life.